# Kovilovo (gmina Negotin)
Kovilovo (cyr. Ковилово) – wieś w Serbii, w okręgu borskim, w gminie Negotin. W 2011 roku liczyła 292 mieszkańców.